# Клане в Националната университетска болница на Сеул
Клането в Националната университетска болница на Сеул е извършено по време на Корейската война на 28 юни 1950 г.
Военни части на Северна Корея избиват между 700 и 900 лекари, медицински сестри, цивилни пациенти и ранени южнокорески войници в Националната университетска болница на Сеул, в столицата на Южна Корея.
По време на първата битка за Сеул, на 28 юни 1950 севернокорейската армия унищожава един южнокорейски взвод, защитаващ Националната университетска болница на Сеул. След това севернокорейските войници избиват медицинския персонал, цивилните пациенти и ранените войници, намиращи се в болницата. Жертвите са били застрелвани или изгаряни живи. Според данни на Южнокорейското министерство на националната отбрана при клането в болницата са убити около 100 ранени южнокорейски войници.